# Kościół Opieki św. Józefa w Błędowie
Kościół Opieki Świętego Józefa – rzymskokatolicki kościół parafialny należący do dekanatu mogielnickiego archidiecezji warszawskiej.

## Historia i architektura
Jest to świątynia wybudowana w latach 1882–1884 przez budowniczego Adolfa Bannertha według projektu D. Prussaka. Kościół jest budowlą murowaną, trzynawową, wzniesioną w stylu neobarokowym. W ołtarzu głównym jest umieszczony obraz Matki Boskiej z Dzieciątkiem, św. Hieronimem i św. Magdaleną oraz aniołami. We wnętrzu znajdują się m.in. tablica wykonana z czarnego marmuru poświęcona Janowi Chryzostomowi Kijewskiemu, fundatorowi kościoła oraz tablica wykonana z białego marmuru poświęcona mieszkańcom gminy poległym w latach 1914–1920, ufundowana przez Błędowskie Koło Ziemianek.

## Galeria

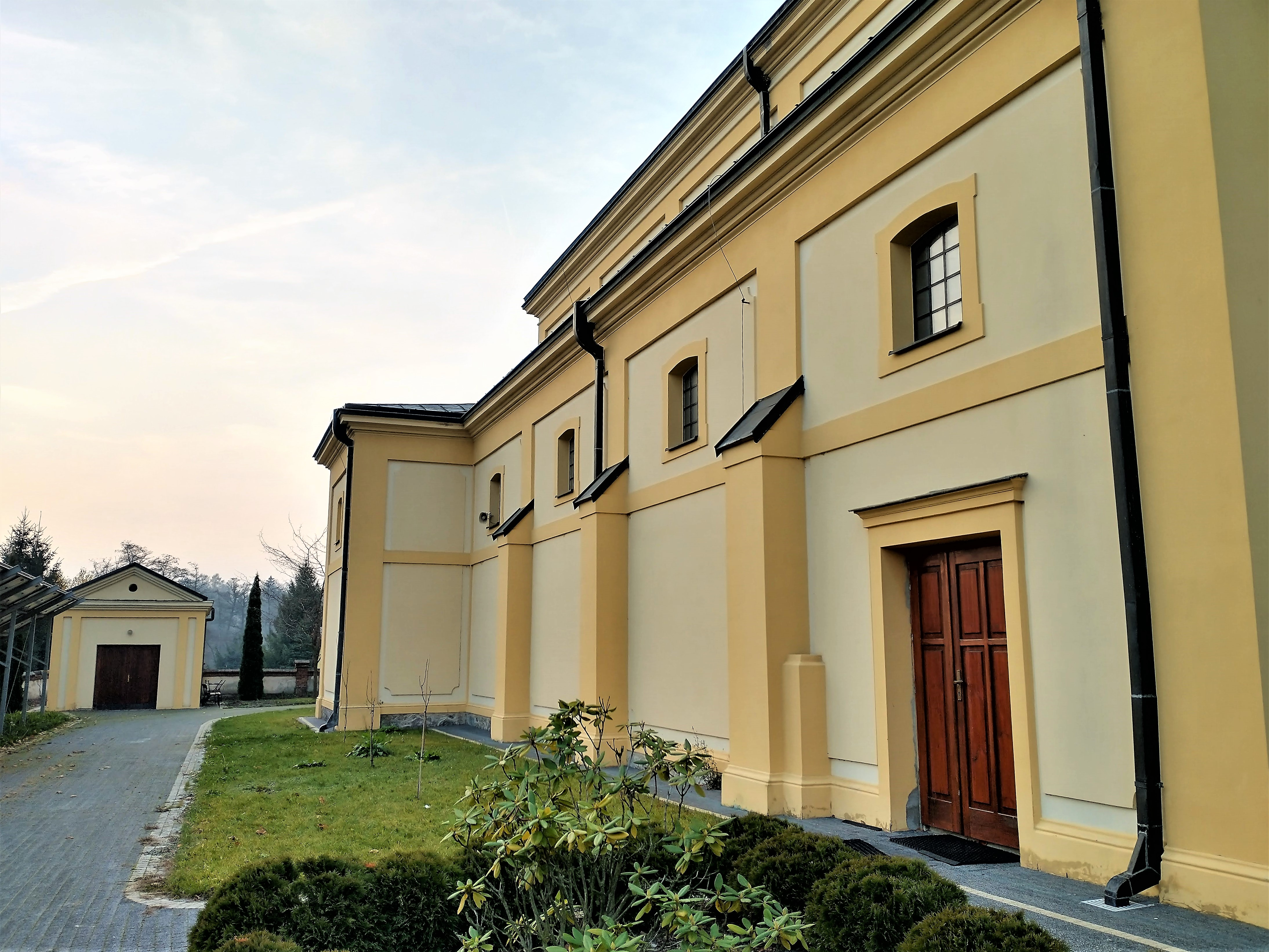
Elewacja boczna
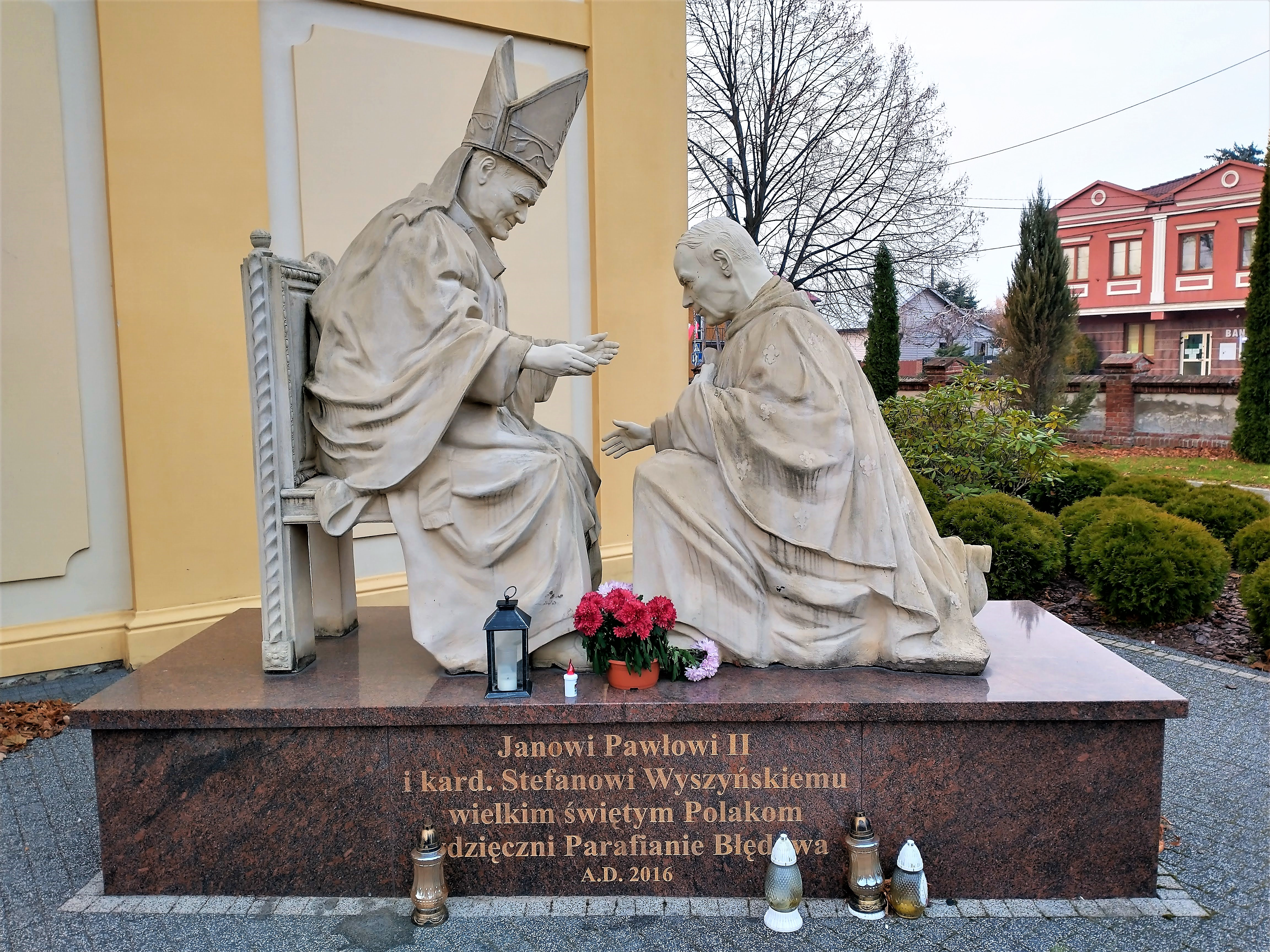
Pomnik św. Jana Pawła II i kard. Stefana Wyszyńskiego